# 秋月成美
秋月成美（1996年10月25日—）是一位日本女演員。出身於日本神奈川縣，所屬事務所是東寶藝能。

## 經歷
- 2011年1月，以林成美的名字獲得第七屆「東寶灰姑娘選拔賽」審查員特別獎。
- 2012年3月，於電影我們的存在中演出。
- 2012年4月，在電視劇都市傳說之女飾演主角的妹妹，與同事務所的前輩、也從「東寶灰姑娘選拔賽」脫穎而出的長澤雅美共同演出。

## 演出作品

### 電影
- 我們的存在 前篇 / 後篇（2012年3月17日 / 2012年4月21日、東寶）
- Another（2012年8月4日、東寶）
- 惡之教典（2012年11月10日、東寶） - 飾演 柏原亞里

### 電視劇
- 都市傳說之女（2012年4月13日 - 6月8日、朝日電視台） - 飾演 音無都子
- 《哥哥扭蛋》第6話（2015年2月14日、日本電視台） - 飾演 メロ

### CM
- SKY Perfect JSAT Sky PerfecTV! 電影部 夏日100部（2011年、體驗入部 篇）[1]
- 公益社團法人AC日本 2011年度全國廣告 「關懷 幫助」（2011年）

### 雜誌
- 「U-17」 （2011年5月5日發售、東京新聞通信社）
- 「UTB+」 9月號　（2011年7月23日發售、Wani Books）
- 「CM　NOW」152號　（2011年8月10日發售、玄光社）
- 「BLT」東寶灰姑娘連載　「girls,be　ambicious」　（每月24日發售、東京新聞通信社）

## 獲獎
- 東寶灰姑娘選拔賽審查員特別獎

## 外部連結
- 東宝芸能 秋月成美個人簡介